# عرسيات نموذجية
عشيرة بنات عرس  أو العرسيات النموذجية Mustelinae هي تحت عائلة من عائلة العرسيات Mustelidae وتضم: الشره Wolverine وابن عرس Weasel وابن مقرض Ferret والسنسار Martens، وغيرهم من الثدييات آكلة اللحوم المشابهة.

## الأنواع الحالية
- تيرا
- شره
- ظربان
- ابن عرس باتاغونيا
- جنس الخز: خز، دلق، بيكان، سمور.
- جنس ابن عرس: ابن عرس، ابن مقرض، منك، قاقم.
- ابن عرس مخطط أفريقي
- ابن عرس منتن مجزع

## وصلات خارجية
- ابن عرس في فلسطين ومنطقة شرق البحر الأبيض المتوسط